# Napaisaurus
Napaisaurus (лат.) — род птицетазовых динозавров клады Styracosterna, известных по ископаемым остаткам из отложений нижнемеловой формации Синьлун на юге Китая. Включает единственный вид — Napaisaurus guangxiensis.

## История открытия
Голотип Napaisaurus представлен правыми подвздошной и седалищной костями, обнаруженными в 2020 году в уезде Фусуй (Гуанси-Чжуанский автономный район). Основываясь на наличии уникальных признаков таза, в 2021 году палеонтологи Цзи Шуань и Чжан Пэй предложили отнести данный материал к новым виду и роду; публикация финальной версии описания состоялась в 2022 году. Длина подвздошной кости составляет полметра, что указывает на общую длину тела 4 метра. Napaisaurus является первым базальным представителем клады Iguanodontia, описанным из южного Китая.
Родовое название дано по наименованию бассейна Напай (англ. Napai Basin), на территории которого расположены горные породы формация Синьлун. Видовое имя относится к району Гуанси.

## Палеоэкология
Помимо Napaisaurus раннемеловая фауна динозавров формации Синьлун представлена завроподами, тероподами, орнитоподами и, возможно, пситтакозавридами.